# Vie del sale
Le vie del sale erano gli antichi percorsi e rotte di navigazione utilizzati anticamente dai mercanti del sale marino.

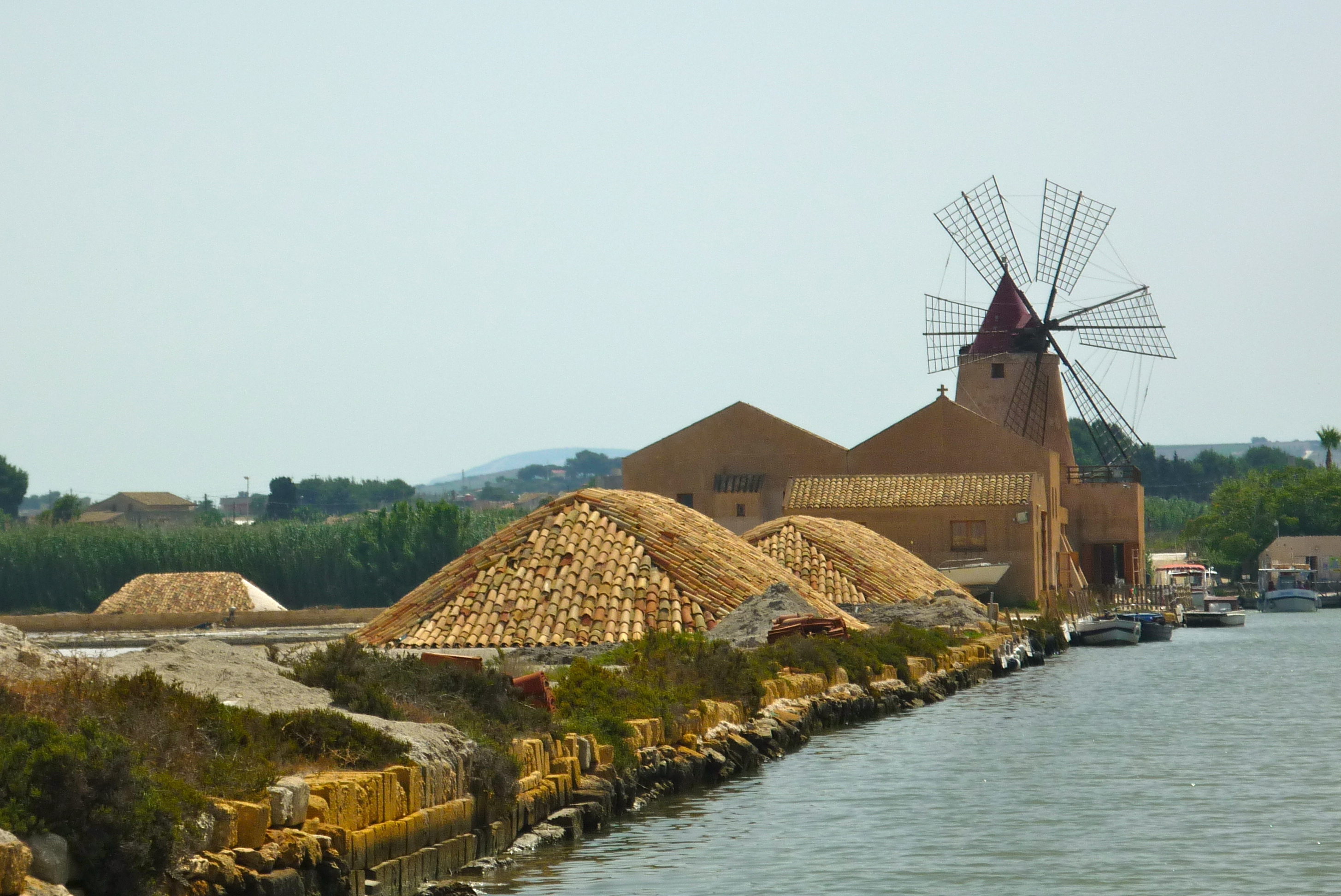
La via del sale che unisce le saline di Trapani a quelle dello Stagnone di Marsala

Non esisteva un'unica via del sale: i vari popoli (emiliani, lombardi, piemontesi, abruzzesi, friulani e siciliani) avevano ognuno la propria rete di sentieri e collegamenti per portare le merci, principalmente lana e armi, verso il mare e recuperare lì il sale, allora prezioso per la conservazione degli alimenti nel lungo periodo. La produzione di formaggio e di insaccati, la conservazione della carne, del pesce e anche delle olive necessitavano di elevate quantità del pregiato elemento. Ma anche attività artigianali come la concia delle pelli e la tintura richiedevano l'uso di sale.
Mettendo in comunicazione la pianura padana con la Liguria o i territori francesi della Provenza si permetteva il commercio di questo materiale prezioso, che era di difficoltoso reperimento nelle regioni del Settentrione, lontane dal mare.
Lo stesso dicasi per il commercio in altre regioni, o aree geografiche, tra le coste ove il sale era prodotto e le zone interne dove il bene era richiesto.

## Storia
Le vie del sale sono rotte commerciali storiche, ancestrali, la loro origine si perde nella notte dei tempi. In Abruzzo esse erano battute dai popoli Italici prima e dagli antichi romani poi.
Dopo la caduta dei Longobardi ad opera di Carlo Magno, il Sacro Romano Impero costituì i feudi imperiali con lo scopo di mantenere un passaggio sicuro verso il mare; assegnò questi territori a famiglie fedeli che dominarono per secoli questi feudi, controllando le vallate e garantendo, in cambio di gabelle, la sicurezza dei convogli.
Il trasporto su terreni accidentati veniva effettuato a dorso di mulo poiché le strette e disagevoli mulattiere che si inerpicavano sui pendii e nelle valli non permettevano il passaggio di carri.
Dove possibile, nella pianura, si preferiva il trasporto per via fluviale per limitare i costi, mediante grandi chiatte che arrivavano a trasportare anche 60 tonnellate di sale per carico. Nel Vallese, per facilitare il trasporto del sale venne addirittura costruito un canale, il canale Stockalper, nella valle del Rodano.
Oggi le vie del sale, perso il loro valore commerciale, sono divenute meta di escursioni e trekking, snodandosi in ambienti integri e di particolare interesse naturalistico.

## Le Vie
- Le vie del sale emiliane percorrevano la val Trebbia e la val di Taro.
- La via del sale lombarda seguiva tutta la valle Staffora (provincia di Pavia), percorreva il crinale che divide la val Borbera (provincia di Alessandria) dalla val Boreca (provincia di Piacenza) passando per il monte Antola per scendere in val Trebbia, a Torriglia, punto di incontro con i tracciati piemontesi ed emiliani, e da lì raggiungeva agevolmente Genova.
- Le vie del sale che partendo da Recco, Sori, Nervi o dal porto di Genova attraverso i valichi della Crocetta d'Orero, della Scoffera o di Creto si riunivano in Val Borbera per raggiungere Piacenza o Tortona.[1]
- Una delle vie del sale piemontesi mette in comunicazione Limone Piemonte (Cuneo) con Ventimiglia (Imperia) ed è utilizzata ancora oggi come percorso di trekking e mountain bike, coincidendo per alcuni tratti con la vecchia strada militare e con l'Alta Via dei Monti Liguri; essa si snoda per intero all'interno delle Alpi Liguri. Un'altra, meno nota, metteva in comunicazione il territorio saluzzese con il Delfinato e la Provenza, in Francia, attraverso il tunnel del Buco di Viso.
- Via del sale stiriana: dall'alto Adriatico, attraverso Pordenone-Venzone conduceva in Austria.
- L'asse sud-nord utilizzava i valichi alpini e permetteva al sale che transitava sul territorio italiano di superare le Alpi: ne è un esempio lo Stockalperweg che, da Domodossola, risaliva la val Bognanco, superava il passo del Sempione e scendeva a Briga, nel Cantone Vallese (Svizzera).
- Via Salaria: sul versante tirrenico, il sale dal Campus salinarum giungeva a Fiumicino e Maccarese; sul versante occidentale, la via era destinata a trasportare il sale dal guado del Tevere alla Sabina; la via campana del sale raggiungeva Roma nei pressi dell'isola Tiberina e del Foro Boario.
- Via del sale di Trapani: nota fin dal tempo dei fenici. Le saline di Trapani si estendevano per tutta la costa fino a raggiungere il territorio marsalase, unendo quelle di Trapani e Paceco a quelle dello Stagnone. Erano collegate sia via terra che da un canale. La Regione Siciliana lo ha riconosciuto come percorso turistico-culturale[2].
- Via del sale di Firenze: a seguito della definitiva sottomissione di Volterra da parte di Firenze (1472), il commercio relativo alle risorse minerarie e al sale seguiva la direttrice Volterra-Colle di Val'Elsa-Firenze. La via è anche conosciuta come Via Volterrana.[3]
- Via "ad Salinas" in Abruzzo, è un percorso commerciale storico del sale, ha origini ancestrali, si perde nella notte dei tempi. Il Sorricchio la dice costruita dai Sabini/Piceni, è addirittura riferita dal Castelli come preesistente ai Sabini. Per altri è fatta risalire alle immigrazioni pelasgiche, le quali furono posteriori a quelle dei Liburni e dei Siculi. È convinzione del Barnabei che questo tracciato sia stato battuto in antico e sia stato il tramite più diretto per andare a Roma, prima e dopo la più agevole Salaria propriamente detta. La “Via ad Salinas” attraversava tutti i tratti geomorfologici dell’Abruzzo: la fascia litoranea, da "Angulum" (attuale Città Sant'Angelo in provincia di Pescara, luogo di produzione del sale e quindi luogo di ubicazione delle saline), la fascia sub collinare, la fascia pedemontana, la fascia montana. Da Città Sant'Angelo raggiungeva Atri (TE), Penne (PE), Bisenti (TE), Farindola (PE), ed attraverso il "vado di Sella" sul Campo Imperatore scavalcava gli Appennini, permettendo di fornire le popolazioni stanziate nell'Abruzzo interno del prezioso bene.